# فرانشيسكو رضا
فرانشيسكو رضا (بالإيطالية: Francesco Reda)‏ ولد بتاريخ 19 نوفمبر 1982 في كوزنسا، هو دراج إيطالي في صنف سباق الدراجات على الطريق.

## سجل النتائج

### المراكز
- حقق المركز الـ 5 في طواف بولندا 2009

## روابط خارجية
- فرانشيسكو رضا على موقع الاتحاد الدولي للدراجات (الإنجليزية)
- فرانشيسكو رضا على موقع أرشيف الدراجات (الإنجليزية)
- فرانشيسكو رضا على موقع إحصائيات الدراجات الإحترافية (الإنجليزية)
- فرانشيسكو رضا على موقع نسبة الدراجات (الإنجليزية)
- فرانشيسكو رضا على موقع CycleBase (الإنجليزية)